# Quattro Castella
Quattro Castella är en ort och kommun i provinsen Reggio Emilia i regionen Emilia-Romagna i Italien. Kommunen hade 13 169 invånare (2018).